# Katedrala u Santijago de Komposteli
Katedrala svetog Jakova u Santijago de Komposteli (šp. Catedral de Santiago de Compostela) se nalazi u gradu Santijago de Kompostela u španskoj autonomnoj zajednici Galiciji. U katedrali se nalaze posmrtni ostatci sv. Jakova Starijeg, jednog od apostola Isusa Hrista. Ona predstavlja odredište na putu sv. Jakova, važnim hodočasničkim putu od vremena srednjeg veka.

## Istorija
Prema legendi, apostol Jakov doneo je hrišćanstvo Keltima na Pirinejskom poluostrvu. Godine 44. pogubljen je u Jerusalimu. Njegovi posmrtni ostaci kasnije su preneti nazad u Galiciju. Nakon rimskog progona španskih hrišćana, njegova grobnica je napuštena u 3. veku. Takođe prema legendi, nju je 814. godine ponovo otkrio pustinjak Pelajo, nakon vizije neobičnog svetla na noćnom nebu. Biskup Teodemir iz Irije prepoznao je to kao čudo i javio kralju Alfonsu II od Asturije i Galicije (791—842) koji je naredio da se na tom mestu izgradi kapela. Legenda kaže kako je kralj postao prvim hodočasnikom u novo svetiliše. Nakon toga, 829. godine izgrađena je prva crkva, a zatim 899. nova predromanička crkva, prema naredbi kralja Alfonsa III od Asturije, zbog čega je mesto polako počelo da se razvija u veliko hodočasničko središte. Godine 997. godine tu ranu crkvu u pepeo je pretvorio Al-Mansur Ibn Abi Aamir (938—1002), vojni zapovednik kordopskog kalifata. Vrata i zvona, koja su u Kordobu nosili hrišćanski zarobljenici, ugrađena su u Veliku džamiju u Kordobi. Kada je Kordobu 1236. godine osvojio kralj Fernando III od Kastilje ta ista vrata i zvona su muslimanski zarobljenici preneli u Toledo kako bi bila ugrađena u Katedralu blažene device Marije u Toledu.
Izgradnja sadašnje katedrale počela je 1075. pod vladavinom Alfonsa VI Kastiljskog (1040—1109) i pod pokroviteljstvom biskupa Diega Pelaeza. Sagrađena je prema istom nacrtu kao i crkva od cigle Bazilika Sv. Sernina u Tuluzu, verojatno najvećem romaničkom zdanju u Francuskoj. Sazdana je većinom od granita. Gradnja je nekoliko puta prekidana, a prema Liber Sancti Iacobi poslednji kamen postavljen je 1122, mada tada sigurno nije do kraja dovršena. Katedrala je posvećena 1128. u prisustvu kralja Alfonsa IX od Leona.
Prema delu Codex Calixtinus katedrala je delo arhitekata „Bernarda Starijeg, sjajnog majstora” i njegovog pomoćnika Robertusa Galperinusa, a kasnije moguće i „Estebana, majstora radova na katedrali”. U poslednjoj fazi građevinu dovršava Bernard Mlađi, dok je Galperinus bio zadužen za koordinaciju. Takođe je 1122. izgradio i monumentalnu fontanu ispred severnog portala.
Crkva je postala biskupsko sedište 1075. i zbog rastuće važnosti hodočasničkog središta uskoro ju je na nivo nadbiskupskog sedišta podigao papa Urban II 1100. godine. Univerzitet je dodat 1495. godine.
Katedrala je naknadno bila ukrašavana i proširivana između 16. i 18. veka.

## Fasade
Ispred katedrale nalazi se zlatna školjka, simbol sv. Jakova koju hodočasnici poljube kao znak počasti.

### Zapadna fasada
Oko 1667. godine odlučeno je da se srednjevekovna katedrala upotpuni dodavanjem barokne fasade i tornjeva glavnom pročelju. Visina romaničkog glavnog broda i jak osećaj za stare tradicije te crkve naveo je arhitekte da sagrade fasadu sličnu fasadi srednjevekovne francuske katedrale, ali su ukrasi središnjeg dela (1738) tipični za španski čurigerski stil (Churrigueresco po arhitektonskoj porodici Čurigera).
Zapadnoj fasadi (Fachada da Praza do Obradoiro) na bokovima nalaze se dva srednjevekovna tornja visoka 76 metara. Levi toranj (Torre da Carraca) nosi lik Zebedeja, Jakovljevog oca, a desni toranj (Torre das Campás) lik sv. Marije Salome, njegove majke. Fasadu je u kasnobaroknom stilu između 1738. i 1750. godine sagradio Fernando Kasas i Novoa. U središnjem zabatu nalazi se kip sv. Jakova ispod kojeg se nalaze njegova dva učenika Atanazije i Teodomir, odeveni kao hodočasnici. Oni stoje bočno od prikaza grobnice sv. Jakova iznad koje je zvezda koja je dovela do njenog otkrića.
Zapadna fasada sa susednim trgom (Praza do Obradoiro, doslovno „Radionički trg”) okruženim javnim zgradama čini harmoničnu celinu. Tlo se uzdiže prema katedrali kojoj se pristupa uz veličanstvene kipove Davida i Solomona.
Stepeništu se pristupa kroz vrata od kovanog željeza, a u središtu, u nivou s trgom, nalazi se ulaz u romaničku kapelu Igrexa Baixa (donja crkva), koja je izgrađena pod tremom i suvremena s katedralom.
Prema severu i jugu i u ravni sa zapadnom fasadom nalaze se nezavisne zgrade iz 18. veka koje se s njom dobro uklapaju.
Slika ove fasade nalazi se na španskim kovanicama od 1, 5 i 10 centa.

### Severna fasada
Pred severnom fasadom završavao je put sv. Jakova iz smera Francuske, pred romaničkim portalom Francigena (poznat i kao „vrata raja”). Taj portal sagradio je 1122. godine Bernard, blagajnik crkve, a uništen je u 17. veku. Na vrhu fasade stoji kip sv. Jakova iz 18. veka sa dva kralja pred njim u klečećem položaju: Alfonso II Veliki (866—910) i Ordonjo II od Leona (873—924) U sredini se nalazi kip personifikacije vere.

### Istočna fasada
Istočna fasada na Prazi da Quintana nudi sasvim drukčiji pogled. Ima dva glavna portala, sveta vrata i kraljevska vrata. Sveta vrata otvaraju se samo tokom jubileja (godine kada gozba Sv. Jakova 25. jula pada na nedjelju). U tim godinama pristupa mu se kroz manja vrata posvećena sv. Pelaju, otkrivaču groba sv. Jakova. Povlasticu održavanja jubileja u 12. veku je odobrio papa Kalist II, a 1179. papinskom bulom Regis Aeterni potvrdio papa Aleksandar III. Ova povlastica uzdigla je Santijago de Kompostel na isti status kao Rim i Jerusalim.
Baroknu fasadu izgradio je 1611. godine Fernandez Lečuga, koristeći kipove koje je pre napravio majstor Mateo. Iznad vrata se nalaze kipovi Sv. Jakova i njegova dva učenika.
Kraljevska vrata dobila su ime prema kraljevskom štitu koji se takođe nalazi iznad vrata.

### Južna fasada
Južna fasada nalazi se na trgu Praza das Praterias gde se u prošlosti prodavao srebrni nakit. Taj trg sa dve strane okružuju katedrala i samostan. Uz gradsku palatu nalazi se i palata Rajoj. S desne strane nalazi se barokni toranj sa satom (Torre del Reloj) koji je u 17. veku sagradio Domindo de Andrade.
Porta das Prateririas jedan je od najočuvanijih portala koji vodi u južni transept. Ovaj dvolučni romanički portal prikazuje niz nasuprot postavljenih prizora u niskom reljefu, izvedenih između 1112. i 1117. Kipari koji su ga izveli došli su iz francuskih mesta Konka, Tuluza, Muasaka, Loare i Haka, što je dovelo do povoljne sinteze njihovih umetničkih tradicija. U ovaj portal verojatno su uklopljeni delovi zapadne fasade i reljefi sa severne.
Dva timpana daju neskladan utisak - levi prikazuje temu Hristovog iskušenja u pustinji koji je prikazan fragmentisano, što mu daje prilično šarolik izgled. S desne strane timpana nalazi se poluodevena Žena uhvaćena u preljubi s lobanjom svog ljubavnika u krilu (delo se pripisuje majstoru Platerijasu). Taj prizor verojatno je vezan uz legendu katarskog ili templarskog porekla. Desni timpan u središtu prikazuje Hristovo bičevanje, s desne strane krunjenje trnovom krunom i vraćanje vida slepcu. U gornjem delu nalazi se prikaz Tri kralja koji je prilično oštećen.
Na frizu su uklesani likovi iz prizora Hristovog preobraženja: Hrist, Abraham (što je vrlo neuobičajeno), te prizori iz Starog zaveta i četiri anđela s trubama.
Desni stub nosi prikaz sledećih prizora (počevši od dna): Kralj David svira lutnju, Stvaranje Adama i Hrist koji blagosilja kralja Davida. Ove skulpture pokazuju viši stupanj umetničke kakvoće, pogotovo kod Adama koji drži desnu ruku na srcu. Verojatno su preuzeti iz starog romaničkog severnog portala i vremenski pripadaju najranije poslednjoj deceniji 11. veka.
S leve strane vestibula je prizor izgona Adama i Eve iz Raja Zemaljskog, koji takođe potiče iz severnog portala.

## Literatura
- Bravo Lozano, Millán (1999). Camino de Santiago Inolvidable. León: Everest. ISBN 978-84-241-3905-6.
- Carro Otero, Xosé (1997). Santiago de Compostela. publisher Everest. ISBN 978-84-241-3625-3.
- Chamorro Lamas, Manuel; González, Victoriano; Regal, Bernardo (1997). Rutas románicas en Galicia/1. Ediciones Encuentro. ISBN 978-84-7490-411-6.
- Fraguas Fraguas, Antonio (2004). Romerías y santuarios de Galicia. publisher Galaxia. стр. 20. ISBN 978-84-8288-704-3.
- Fuertes Domínguez, Gregorio (1969). Guía de Santiago, sus monumentos, su arte. Depósito Legal C. 325–1969. El Eco Franciscano.
- García Iglesias, José Manuel (1993). A catedral de Santiago: A Idade Moderna (на језику: Galician). Xuntanxa. ISBN 978-84-86614-69-0.
- Garrido Torres, Carlos (2000). Las Guías visuales de España: Galicia. Depósito legal: B 18469. El País.
- Gómez Moreno, María Elena (1947). Mil Joyas del Arte Español, Piezas selectas, Monumentos magistrales: Tomo primero Antigüedad y Edad Media. Barcelona: Instituto Gallach.
- Navascués Palacio, Pedro; Sarthou Carreres, Carlos (1997). Catedrales de España. Edición especial para el Banco Bilbao Vizcaya. Madrid: Espasa Calpe. ISBN 978-84-239-7645-4. OCLC 249825366.
- Otero Pedrayo, Ramón (1965). Guía de Galicia (4ª изд.). publisher Galaxia. стр. 351ff.
- Portela Silva, E. (2003). Historia de la ciudad de Santiago de Compostela. Universidad de Santiago de Compostela. ISBN 978-84-9750-137-8.
- Sanmartín, Juan R. (1984). „O Botafumeiro: Parametric pumping in the Middle Ages”. American Journal of Physics. 52 (10): 937—945. doi:10.1119/1.13798.
- Vaqueiro, Vítor (1998). Guía da Galiza máxica, mítica e lendaria (на језику: Galician). Galaxia. ISBN 978-84-8288-205-5.
- Vázquez Varela, J. M.; Yzquierdo Perrín, R.; García Iglesias, J. M.; Castro, A. (1996). 100 obras mestras da arte galega (на језику: Galician). Nigra Arte. ISBN 978-84-87709-50-0.
- Villa-Amil y Castro, José (1866). Descripción histórico-artístico-arqueológica de la catedral de Santiago. Impr. de Soto Freire.
- Turner, Jane (1996). Grove Dictionary of Art. Macmillan Publishers Ltd. ISBN 978-0-19-517068-9.
- Cathedral video www.vimeo.com/27959788
- Botafumeiro https://www.youtube.com/watch?v=rOoHyEEXxoA

## Spoljašnje veze
- Званични веб-сајт
- Webstranica Katedrale
- Fotografije Katedrale